# 110
| 110                |
| ------------------ |
| Dødsfald - Fødsler |
|                    |

| Gregoriansk kalender | 110 CX                  |
| Ab urbe condita      | 863                     |
| Armensk kalender     | I/T                     |
| Kinesiske kalender   | 2806 – 2807 己酉 – 庚戌 |
| Etiopisk kalender    | 102 – 103               |
| Jødisk kalender      | 3870 – 3871             |
| Hindukalendere       |                         |
| - Vikram Samvat      | 165 – 166               |
| - Shaka Samvat       | 32 – 33                 |
| - Kali Yuga          | 3211 – 3212             |
| Iransk kalender      | 512 BP – 511 BP         |
| Islamisk kalender    | 528 BH – 527 BH         |

Se også 110 (tal)